# Dodge Polara
Dodge Polara ist die Bezeichnung verschiedener Personenwagenmodelle des US-amerikanischen Chrysler-Konzerns. In den Vereinigten Staaten wurde der Polara im Modelljahr 1960 als Spitzenmodell der Konzernmarke Dodge eingeführt. Nach der Einführung des Custom 880 bezeichnete er das am zweitbesten ausgestattete Modell. Bis 1973 nutzte Dodge den Modellnamen Polara für unterschiedlich positionierte Fahrzeuge. 1974 ersetzte der Monaco den Polara. In Argentinien und Brasilien wurde die Bezeichnung Dodge Polara zeitweise für lokal gefertigte Modelle verwendet, die keine Verwandtschaft mit den nordamerikanischen Polaras haben.

## Nordamerikanische Polara-Modelle

### 1960–1962

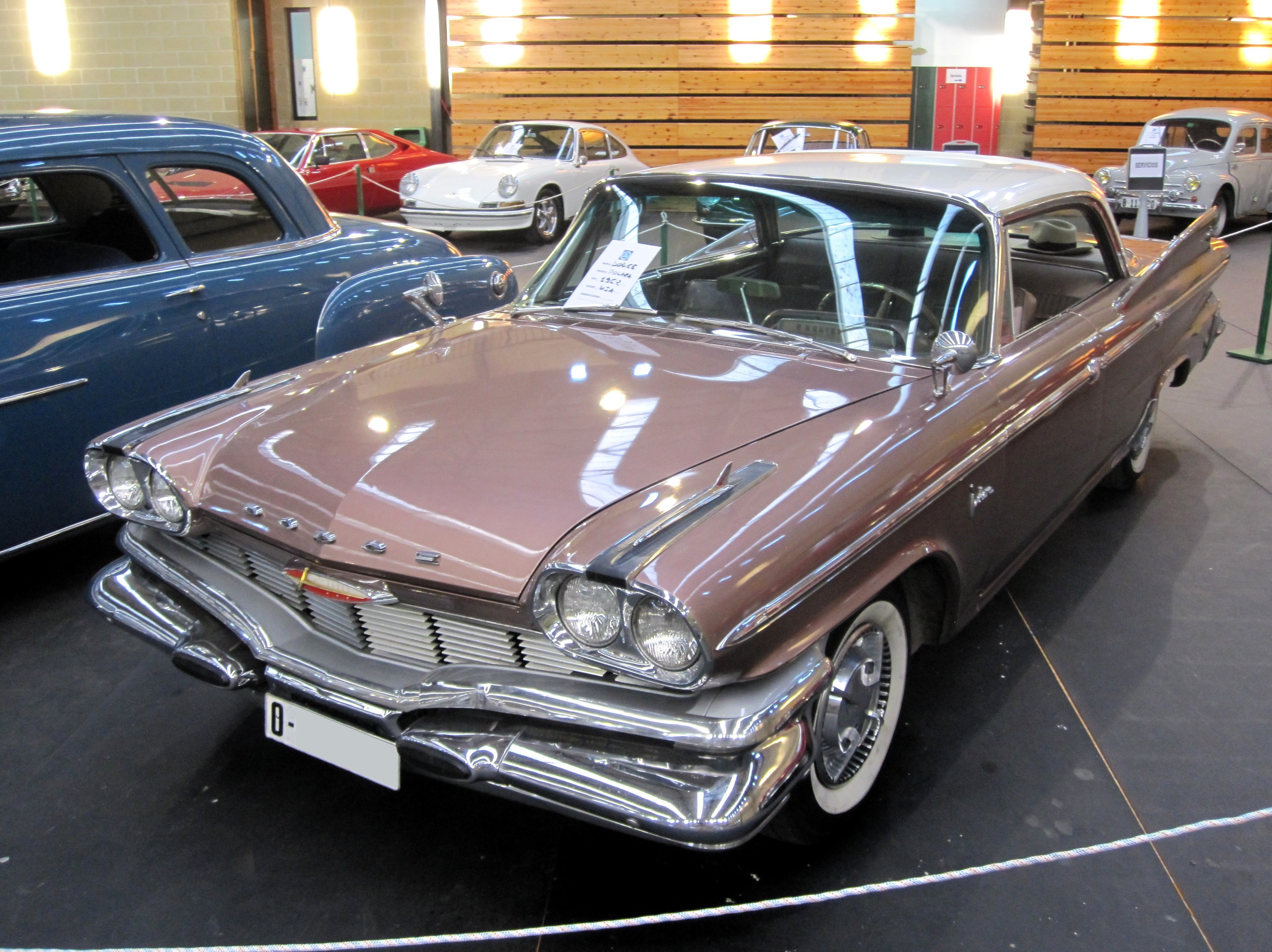
Dodge Polara, Hardtop-Limousine, 1960

Der 1960er Polara und die anderen großen Dodge-Pkw erinnerten an das Styling der 1959er Modelle, eine Weiterentwicklung des von Virgil Exner kreierten „Forward Look“, der 1957 eingeführt wurde. Das Spitzenmodell Polara und der Matador hatten weiterhin die Fahrgestelle ihrer Vorgänger mit 3099 mm Radstand, anders als die nicht ganz so große Modellreihe Dart, die nur 2997 mm Radstand besaß. Den Polara gab es als Cabriolet, Hardtop-Coupé, 4-türige Hardtop-Limousine, 5-türigen Hardtop-Kombi und konventionelle 4-türige Limousine (mit B-Säulen).
Wie diese Autos hatten beide große Dodge-Modellreihen von 1960 weiterhin die Erkennungszeichen der Marke, die „Jet“-Rückleuchten, die allerdings gegenüber den Vorjahresmodellen deutlich gewachsen waren; das untere Rücklicht saß im Heckstoßfänger. Ebenfalls sah man wieder die für Dodge typischen gekürzten Heckflossen, die kleine vertikale Rücklichtgläser hatten, die an der senkrechten Rückfront der Flosse saßen; wiederum sollten die gekürzten Heckflossen die Düsenform der Rücklichter besonders betonen. (Die Heckflossen der Dart-Baureihe waren länger.) Vorne hatten die Wagen einen kleinen Kühlergrill, der aus acht verchromten Rechtecken bestand, die in einen wuchtigen und komplexen Frontstoßfänger eingelassen waren. Als Spitzenmodell hatte der Polara bessere Polsterstoffe und aufwändigere Zierteile innen. Die Polaras besaßen auch außen mehr Chromausstattung, insbesondere einen verchromten Steinschlagschutz der hinteren Radausschnitte, seitliche Chromspeere über die gesamte Fahrzeuglänge und breite Chromteile zwischen den Chromspeeren und dem oberen Teil der Scheinwerfergehäuse.
1961 ließ Dodge den Matador auslaufen, wodurch der Polara das einzige Dodge-Modell mit dem großen Radstand wurde. Der etwas kleinere Dart wurde weiterhin gefertigt. 1961 überarbeitet Exners Designabteilung die Heckflossen; sie wurden noch größer und erstreckten sich bis zum Heckfenster. Nach hinten hin waren sie etwas eingezogen und mit einer einzigen Rückleuchte pro Seite kombiniert. Am Heck schwangen sie nach unten und wieder nach vorne zurück, sodass sich eine verchromte C-Form ergab. Insgesamt sah dieses Arrangement von hinten so aus, als würde sich das Heck von den Seiten her „runzeln“. Vorne wurde der für Dodge seit 1957 typische wuchtige Stoßfänger durch eine einfache Stoßstange ersetzt. Darüber erstreckte sich ein massiver, konkaver Grill wie beim Dart.
Diese Stylingänderung 1961 bei Dodge unterschied sich von allem, was man damals auf dem US-Markt sah (sogar vom 1961er Plymouth, der ebenfalls einzigartig im Design war), und Dodge bekam von den Kunden die Quittung für diese neue Designlinie. Die Gesamtverkaufszahlen von Dodge für 1961 lagen um 53 % unter denen des Vorjahres, womit die Marke vom 6. Platz der nationalen Verkaufsstatistik auf den neunten Platz zurückfiel. Dabei verkaufte sich das Polara Fullsize Top-Model mit 14.032 Einheiten etwas besser als noch im Vorjahr. Die etwas kleineren Dodge Dart Modelle mit den Serien Dart Seneca, Dart Pioneer und Dart Phoenix erhielten ein sehr ähnliches Styling und verkauften sich insgesamt ca. 142.000 mal – 1960 waren es noch 306.603 Dodge Darts.

### 1962–1964

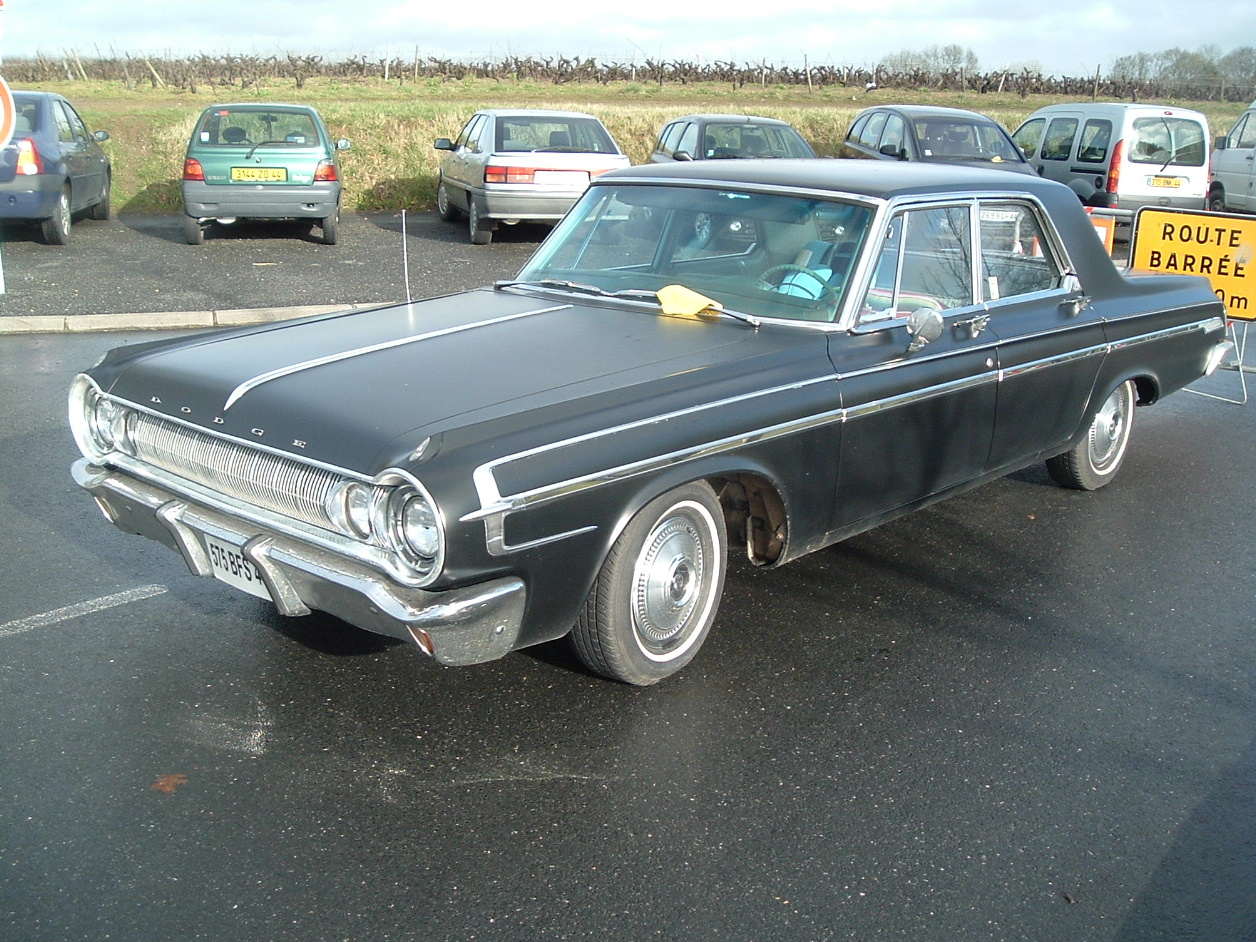
Dodge Polara ca. 1963

1962 bekamen alle Dodge-Modelle kleinere, stark konturierte Karosserien mit einem Radstand von 2946 mm. Diese schlechte Entscheidung traf man, nachdem der Präsident von Chrysler die Aussage des Chevrolet-Präsidenten Ed Cole „erlauscht“ hatte, dass dieser seine größeren Modelle 1962 verkleinern wollte. Die Chrysler-Ingenieure waren gezwungen, in letzter Minute die große Dodge-Modellreihe für 1962 so zu verkürzen, dass sie auf das kleinere Fahrgestell passten und mit den kleineren Chevrolets konkurrieren konnten. Als aber Chevrolet den kompakten Chevy II und die großen Modelle Impala, Bel Air und Biscayne vorstellte, waren Dodge und Plymouth bereits auf die kleineren Modelle festgelegt, die die Motorpresse und die Kunden gleichermaßen scheußlich fanden. Die neuen Dodge-Modelle hatten mehr mit dem Ford-Mittelklassewagen Fairlane gemeinsam als mit den großen Wagen von GM oder Ford.
Als Dodge den gefährlichen Fehler feststellte, bauten sie schnell einen großen Wagen aus der Front des 1961er Polara und der Karosserie eines großen Chrysler zusammen. Das neue große Modell wurde Dodge Custom 880 genannt. Dieser wurde am 21. Januar 1962 eingeführt und wurde zum neuen Spitzenmodell von Dodge. 1963 wurde eine etwas abgespeckte Version, der Dodge 880, angeboten.
Unter den Mittelklasse-Dodges („sized in the middle between big and little“) gab es auch ein Hardtop-Coupé mit Schalensitzen, Polara 500 genannt. Dieses Modell war auch als Cabriolet und 4-türige Hardtop-Limousine ab Dezember verfügbar. Unterhalb des Polara reihten sich ein: Der Dart 440, der Dart 330 und der Dart.
Dieses Modell erwies sich zwar als gesucht, aber Dodge zog aus seinem Erfolg nur wenig Nutzen und entwickelte es nicht bis zu seinem vollen Potential. Oft wurde es mit dem neuen Ford Fairlane des Modelljahres 1962 verglichen, der tatsächlich wesentlich kleiner als der Mittelklasse-Dodge war, aber den Dodge gab es auf Wunsch mit V8-Motoren bis zu 6,8 Litern Hubraum (1962 war der größte für den Ford Fairlane verfügbare Motor ein V8 mit 4,3 Litern Hubraum). Diese Mittelklassemodelle von Dodge und Plymouth schlugen sich erfolgreich in NASCAR-Rennen, da ihre geringere Größe und ihr geringeres Gewicht ihnen eine Vorteil vor den großen Wagen von Ford und GM verschafften, gegen die sie antraten.
Die Grundkarosserie des 1962er Modells – überarbeitet und verlängert von neuen Chrysler-Vizepräsidenten Elwood Engel – wurde bis 1964 gebaut; den Polara gab es als Hardtop-Coupé, 4-türige Hardtop-Limousine und 4-türige Limousine (mit B-Säulen). Den Polara 500 gab es als sportliches Cabriolet und Hardtop-Coupé.
1963 wuchs der Radstand auf 3023 mm und die Wagen bekamen eine neue Karosserie. Die Kompaktwagen von Dodge – früher als Lancer bekannt – hießen wieder Dart. Unterhalb des Polara gab es den 440 und den 330. 1964 bekamen die Modelle eine neue Front, was sie moderner aussehen ließ und deutlich unterscheidbar von den 1963er Modellen machte.

### 1965–1968

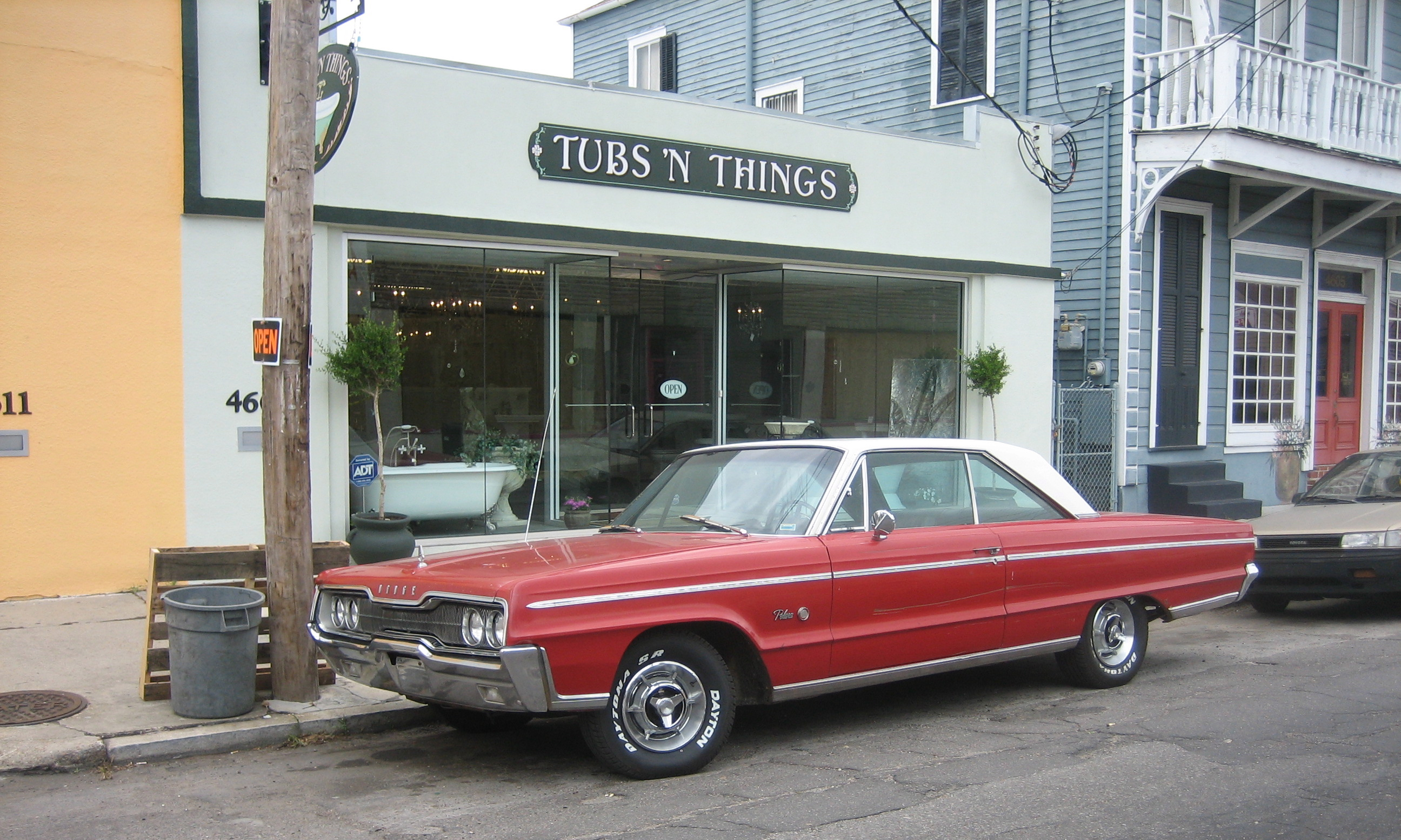
Dodge Polara 1966

1965 bot Chrysler den Polara wieder auf dem großen Chrysler-C-Fahrgestell an, das sich dieser mit anderen Chrysler- und Plymouth-Modellen teilte. Der Polara wurde wiederum in allen möglichen Karosserieformen (Limousinen, Hardtop-Modelle, Kombis etc.) angeboten, ersetzte den 880 und reihte sich eine Stufe unter dem Custom 880 ein. Den Platz des Spitzenmodells nahm der Monaco ein, der im Folgejahr eine eigene Modellreihe werden sollte.
Die früheren Mittelklassemodelle von Dodge, die unter den Namen Polara 500, Polara, 440 und 330 angeboten wurden, blieben als Dodge Coronet in Produktion, wobei ihr Radstand auf 2972 mm schrumpfte.
Im Modelljahr 1966 ersetzte der Monaco den Custom 880 als mittlere Baureihe, während der Monaco 500 den 1965er Monaco ersetzte. Alle Modelle bekamen 1967 ein Facelift und das Hardtop-Coupé bekam ein Dach fast wie eine Kombilimousine mit zu öffnenden hinteren Dreiecksfenstern.
Eine Konstante der Modelle von 1965 bis 1968 war das kantige Styling, das sich von Jahr zu Jahr veränderte, damit die Wagen immer neu aussahen. 1968 aber wurde klar, dass die großen Modelle von Dodge ein neues Aussehen brauchten, und dies führte zu einer ganz neuen Philosophie.

### 1969–1973

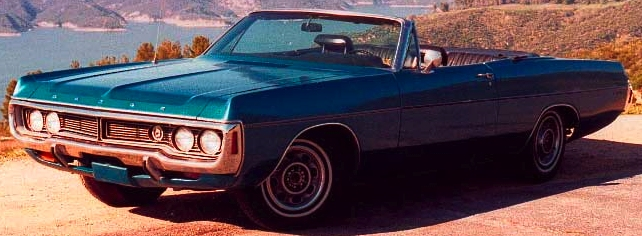
Der Dodge Polara Cabriolet (1970) (mit dem seltenen 'Super-Lite'-Zusatzscheinwerfer) war das letzte große Cabriolet von Dodge. Es wurden nur 842 Stück hergestellt, von denen es heute (März 2008) vielleicht noch 100 Stück gibt.

In den vorhergehenden vier Jahren waren die Dodge-Modelle geradlinig und abgespeckt, das neue 1969er Modell aber war ein breitschultriges, stromlinienförmiges Auto. Man nannte diesen Stil „Fuselage Look“ („Rumpfstil“, da er an einen Flugzeugrumpf erinnerte) und er wurde in den nächsten fünf Modelljahren mit nur kleinen Veränderungen gepflegt.
1969 wurde der Polara 500 als mittleres Modell zwischen dem Polara und dem Spitzenmodell Monaco wieder eingeführt. Es gab ihn als Cabriolet oder Hardtop-Coupé. Verfügbar waren V8-Motoren mit 5,2 Litern, 6,3 Litern und 7,2 Litern Hubraum und dazu der Reihensechszylinder mit 3,7 Litern. Die 1969er Modelle des Polara wurden mit einer Super-Lite-Option angeboten, die aus einem Zusatzscheinwerfer auf der Fahrerseite für Autobahnfahrten bestand. 1970 bekam der Polara Front und Heck in neuem Design mit Stoßfängern, die Kühlergrill und Scheinwerfer umschloss. Der Polara 500 wurde vom Polara Custom als Hardtop-Coupé, 4-türige Hardtop-Limousine und 4-türige Limousine abgelöst. Es gab auch abgespeckte Polara Special als 4-türige Limousine oder 5-türiger Kombi. 1970 war der Polara letztmals als Cabriolet verfügbar (nur 842 Exemplare; er ist heute extrem selten), und bis heute hat Dodge kein großes Cabriolet mehr im Programm. Ebenso äußerst selten war im Modelljahr 1970 der Heckstoßfänger mit „Fratzog“-Dodge-Emblem in der Mitte. Dieser Heckstoßfänger, der in allen Verkaufsprospekten erwähnt wird, verschwand im August 1969 oder in den ersten Tagen des September 1969 aus der Produktion und wurde durch einen Heckstoßfänger ohne Emblem ersetzt. Trotz Protestes stellte Dodge auch die 'Super-Lite'-Option am Ende des Modelljahres 1970 ein, weil kein ausreichendes  Kundeninteresse vorhanden war und es Schwierigkeiten in bestimmten Staaten mit der Zulassung gab.
1971 verschwand auch der Polara Special, aber es gab eine neue Unter-Modellreihe namens Polara Brougham, der sich zwischen Polara Custom und Monaco einreihte. Den Polara Brougham gab es nur als Hardtop-Coupé oder 4-türige Hardtop-Limousine.

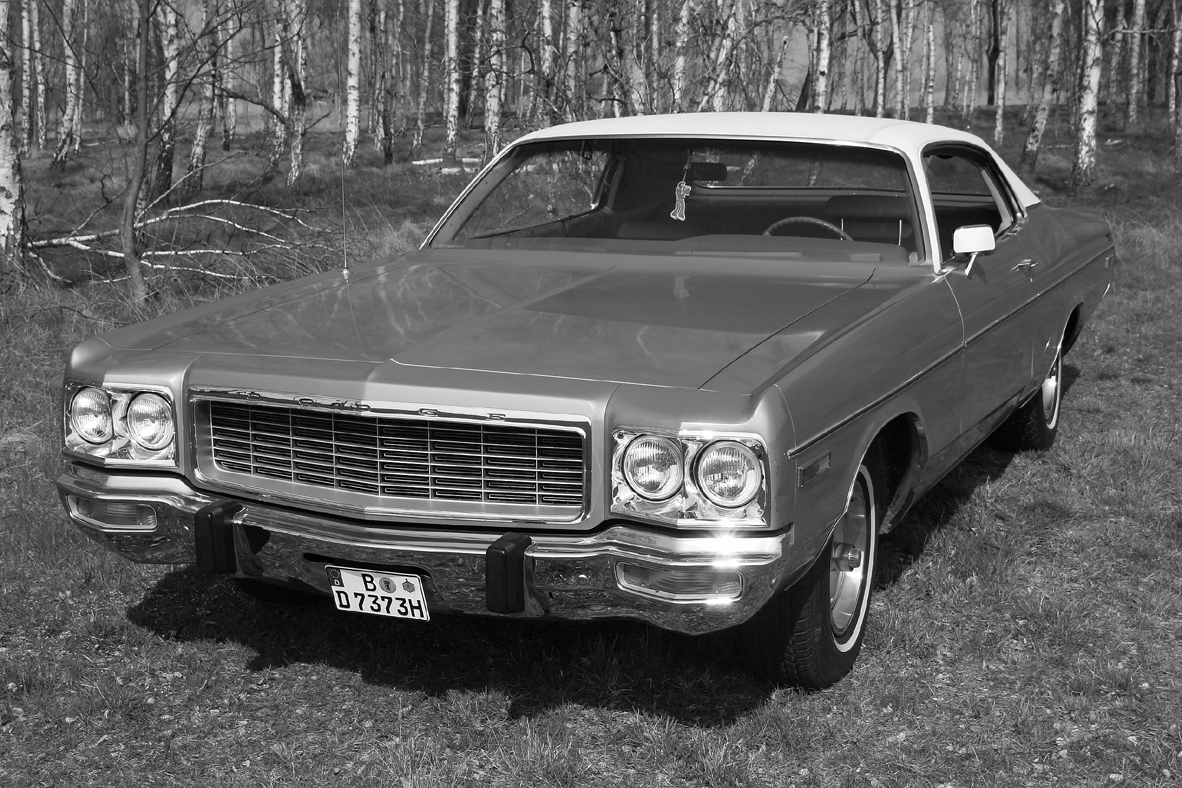
Dodge Polara (1973)

Das Modelljahr 1972 begann mit einem großen Facelift und das Modell Polara Brougham verschwand wieder. Alle 1973er Modelle hatten eine neue Front ohne den umgreifenden Frontstoßfänger.
Die Karosserie der beiden Fullsize-Modelle Polara und Monaco unterschieden sich seit einigen Jahren nur geringfügig an Front und Rückleuchten. 1974 erfolgte schließlich eine Verschlankung der Modellpalette und man führte nur noch ein Fullsize-Modell fort. Aus Prestigegründen entschied man sich dazu, das Fullsize-Modell unter dem Namen Monaco weiterzuführen. Der neue Monaco sollte noch vier Modelljahre hergestellt werden, bevor er durch den glücklosen St. Regis ersetzt wurde.

## Südamerikanische Dodge-Polara-Modelle

### Argentinien

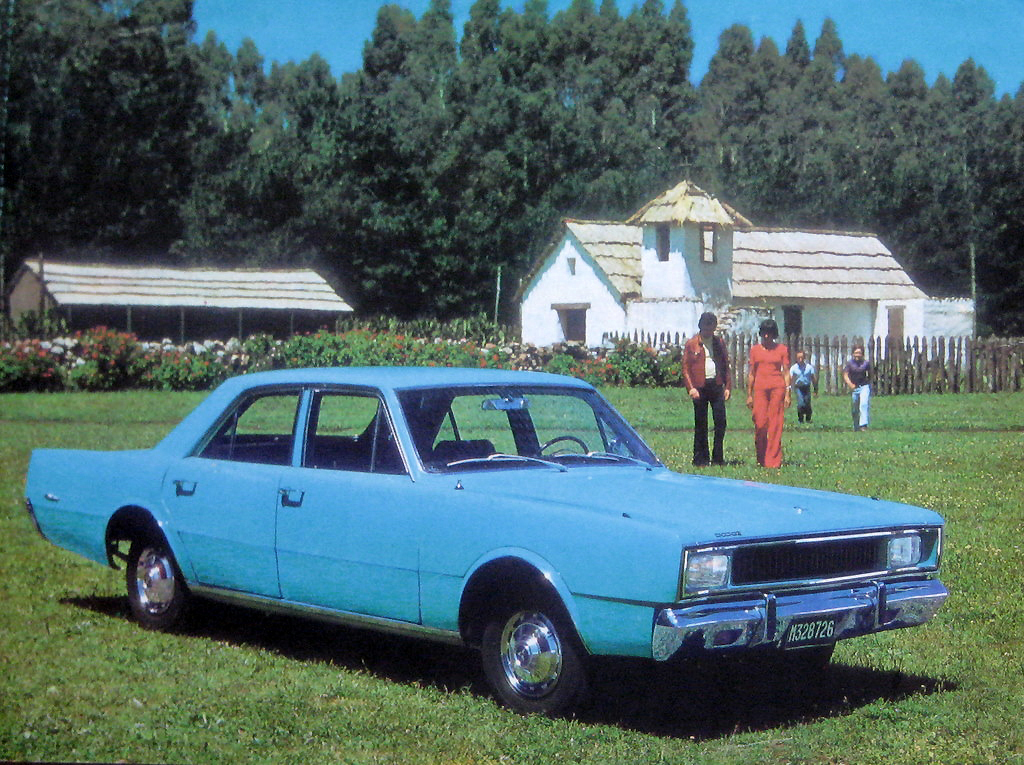
Argentinischer Dodge Polara

Von 1968 bis 1979 produzierte Chryslers argentinische Niederlassung Chrysler Fevre Argentina eine Baureihe großer Limousinen für den südamerikanischen Markt, deren Basismodell als Dodge Polara verkauft wurde. Abweichend ausgestattete, aber weitestgehend baugleiche Varianten des Polara erhielten die Bezeichnungen Dodge Valiant, Dodge Coronado, Dodge GT und Dodge GTX. Der argentinische Dodge Polara hat keine direkte Verwandtschaft mit zu dem nordamerikanischen Polara. Technisch basierte das argentinische Auto vielmehr auf der nordamerikanischen A-Plattform des Chrysler-Konzerns und verwendet Komponenten des dortigen Dodge Dart der vierten Generation. Die Karosserie ist ein eigener Entwurf der argentinischen Chrysler-Niederlassung. Der lehnt sich an zeitgenössische nordamerikanische Dodge-Modelle an, hat aber keine Gleichteile mit ihnen. 
Ab 1971 gab es einen spanischen Ableger des argentinischen Polara bzw. Coronado, den Barreiros in Madrid unter der Bezeichnung Dodge 3700 in Lizenz fertigte. Dort entstand auch ein zweitüriges Coupé mit eigenständiger Kunststoffkarosserie.

### Brasilien

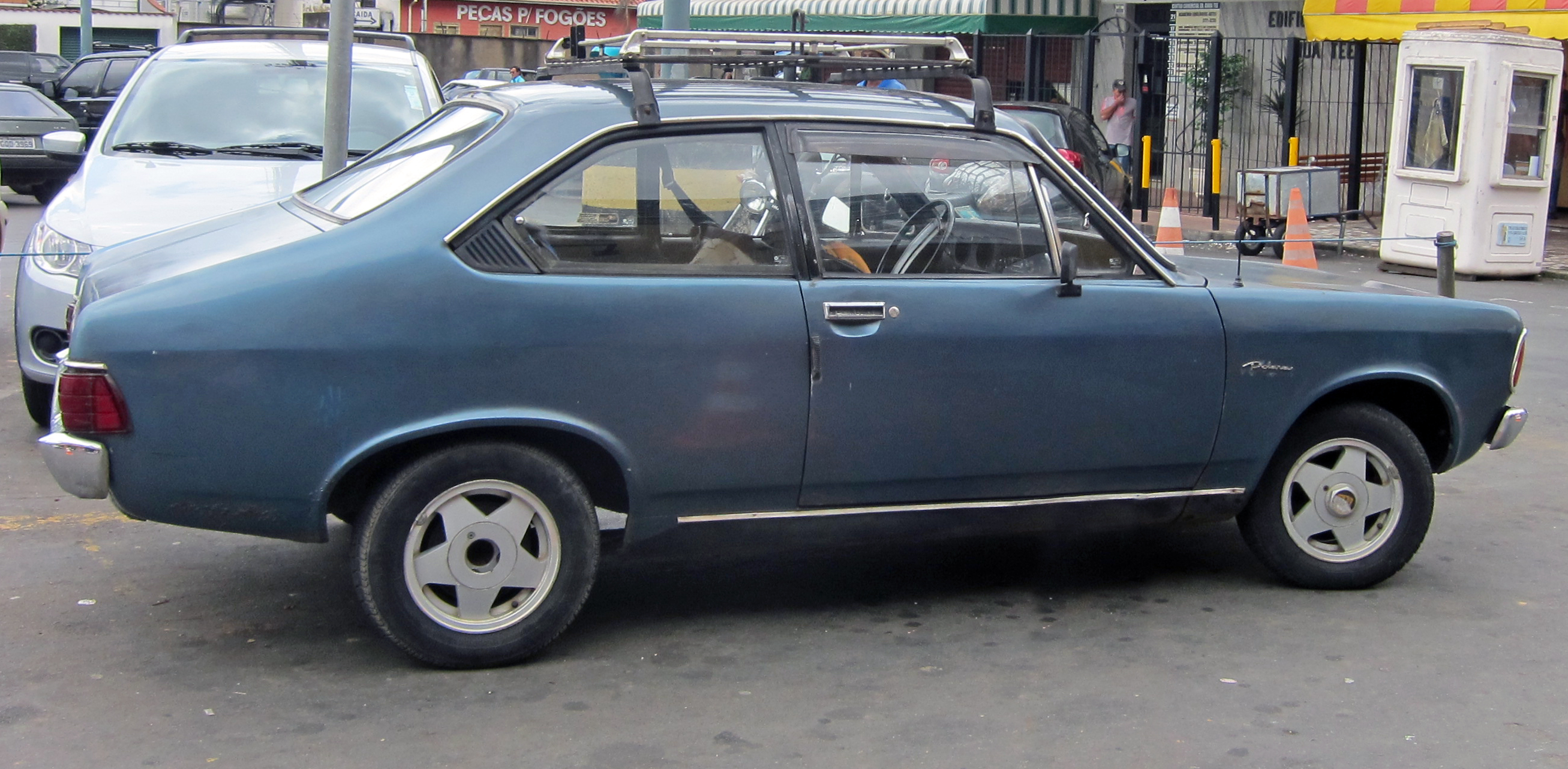
Brasilianischer Dodge Polara (1973–1981)

Ab 1973 produzierte Chrysler do Brasil in São Paulo eine kompakte Limousine, die unter der Bezeichnung Dodge Polara verkauft wurde. Das Modell hatte keinerlei Bezüge zum nordamerikanischen Dodge Polara. Vielmehr war es eine Version des Chrysler Avenger, der in Großbritannien von Chrysler Europe (ehemals Rootes) ursprünglich für die Marke Hillman entwickelt worden war. Die brasilianische Produktion des lokalen Polara endete 1981. 
Chryslers argentinische Niederlassung baute ebenfalls eine Version des Avenger. Hier hieß der gleiche Wagen Dodge 1500, bis Volkswagen die Chrysler Fevre Argentina übernahm und mit ihr 1980 auch die Werkzeuge für dieses Auto. Bis 1988 wurde er nach einigen stilistischen Änderungen als Volkswagen 1500 in ganz Südamerika verkauft.